# 马尔芒德区
马尔芒德区（法語：arrondissement de Marmande）是法国洛特-加龙省所辖的一个区，主要为该省西侧。总面积1387.7平方公里，总人口83621，人口密度60人/平方公里（2018年）。主要城镇为马尔芒德和托南斯。

## 辖区
马尔芒德区辖有98个市镇。